# 紅尾銀鱸
紅尾銀鱸（学名：Gerres erythrourus），又稱短鑽嘴魚、奥奈银鲈，奥奈钻嘴鱼，俗名碗米仔、银鲈，為輻鰭魚綱鱸形目鑽嘴魚科的一個種。

## 分布
本魚分布於印度西太平洋區，包括東非、馬達加斯加、模里西斯、留尼旺、塞席爾群島、馬爾地夫、紅海、波斯灣、阿拉伯海、斯里蘭卡、印度、孟加拉灣、安達曼海、泰國、緬甸、柬埔寨、馬來西亞、菲律賓、印尼、日本、台灣、中國沿海、新幾內亞、马里亚纳群岛、帛琉、密克羅尼西亞、馬紹爾群島、諾魯、斐濟群島、萬那杜、薩摩亞群島、東加、澳洲、所羅門群島、新喀里多尼亞等海域。

## 深度
水深10至40公尺。

## 特徵
本魚體呈長卵圓形，側扁，體色銀白色，背鰭第二硬棘不延長成絲狀。體高較其他種類為深，其標準體長約為其體高2.1至2.2倍。胸鰭、腹鰭、尾鰭為深黃色。背鰭硬棘9枚、軟條10枚；臀鰭硬棘3枚、軟條7枚。體長可達30公分。

## 生態
屬於熱帶、亞熱帶之小型底棲性魚類，棲息在沿岸具沙泥底質的海域，喜歡成群活動。攝食端足類、多毛類、橈腳類等。產卵期在3至4月間。

## 經濟利用
為中小型食用魚，多刺，適合以油炸的方式食用。